# Bielski Chór Kameralny
Bielski Chór Kameralny – chór założony w 1993 roku, działający pod patronatem Bielskiego Centrum Kultury. Od początku istnienia zespół prowadzi Beata Borowska. Chór wykonuje utwory a cappella oraz wokalno-instrumentalne muzyki sakralnej i świeckiej różnych epok, począwszy od renesansu aż do współczesności. Od powstania grupa aktywnie uczestniczy w życiu kulturalnym miasta, ale nie tylko. Zaznacza swoją obecność na wielu konkursach i festiwalach w kraju i zagranicą. Chór koncertował w takich krajach jak Tajlandia, Niemcy, Węgry, Włochy, Malta, Finlandia, Czechy, Słowacja, Kanada, Chiny, Turcja, Wietnam czy Izrael.

## Osiągnięcia
- 1995 – VII Ogólnopolski Festiwal Muzyki Religijnej w Rumi – Grand Prix.
- 1998 – Ogólnopolski Festiwal Polskiej Pieśni Chóralnej w Katowicach – Grand Prix.
- 1999 – dwa Złote Dyplomy na Międzynarodowym Konkursie Chóralnym w Riva del Garda we Włoszech.
- 2000 – Ogólnopolski Turniej Chórów „Legnica Cantat” 31 – Grand Prix oraz: Puchar Prezydenta Rzeczypospolitej Polskiej, Nagrodę za najlepsze wykonanie utworu o tematyce religijnej – Psalm 100 Marka Jasińskiego, Nagrodę dla najlepszego dyrygenta.
- 2002 – I miejsce na Międzynarodowym Festiwalu Chóralnym na Malcie.
- 2004 – dwa II miejsca na Międzynarodowym Konkursie Chóralnym „Kathaumix” w Powell River w Kanadzie w kateg. chórów kameralnych oraz w kateg. chórów mieszanych.
- 2005 – I Międzynarodowy Konkurs Chórów „Gaude Cantem” w Bielsku-Białej – Grand Prix.
- 2005 – Łódzki Festiwal Chóralny „Cantio Lodziensis” – Grand Prix.
- 2007 – 25 Międzynarodowy Festiwal Chóralny w Grecji – Preweza – Złoty Medal i I miejsce w kategorii chórów mieszanych.
- 2007 – III Międzynarodowy Festiwal „Rybnicka Jesień Chóralna” – Grand Prix.
- 2009 – XVIII Festiwal Tyskie Wieczory Kolędowe – Grand Prix.
- 2009 – IX Festiwal Pieśni Maryjnej w Piekarach Śląskich – Grand Prix.
- 2010 – III International Choir Festival Pattaya Tajlandia – Złoty Medal i największa liczba punktów (98/100).
- 2012 – XLI Mundi Cantant Superior International Choir Festival of Songs – Ołomuniec – Złoty Medal.
- 2013 – XXII Festiwal Pieśni Chóralnej „Kolędy i Pastorałki” Myślenice – Grand Prix.
- 2013 – XII Międzynarodowy Festiwal Muzyki Chóralnej im. Feliksa Nowowiejskiego w Barczewie – Grand Prix i statuetka Złotego Feliksa, Złoty Dyplom, a także nagrody specjalne: "Za najlepsze wykonanie utworu muzyki dawnej” oraz „ Za dobór repertuaru konkursowego i ekspresję wykonawczą”.
- 2013 – IX Międzynarodowy Festiwal Chórów „Gaude Cantem” w Bielsku-Białej – I miejsce w kategorii chórów mieszanych oraz Puchar Prezesa Oddziału Bielskiego PZChiO dla najlepszego chóru Oddziału Bielskiego PZChiO.
- 2014 – IV. International Istanbul Chorus Competition w Turcji – II miejsce w kategorii chórów mieszanych oraz III miejsce w grupie Winners Istanbulcup.
- 2015 – XVII Ogólnopolski Konkursu Chórów „O złotą strunę...” – Złota struna i I miejsce w kategorii chórów dorosłych.
- 2015 – X Międzynarodowy Festiwal Chórów Gaude Cantem, Bielsko-Biała – Grand Prix konkursu przyznane przez jury oficjalne i nieoficjalne, Złoty Dyplom oraz I miejsce w kategorii chórów mieszanych. Nagroda  za najciekawszą interpretację utworu kompozytora polskiego. Puchar Prezesa Oddziału Bielskiego PZChiO i nagroda dla najlepszego chóru Oddziału Bielskiego PZChiO. Puchar i nagroda dla najlepszego dyrygenta festiwalu dla Beaty Borowskiej.
- 2015 –  XXVII Międzynarodowy Festiwal Muzyki Religijnej im. ks. St. Ormińskiego w Rumi – Srebrny Dyplom w kategorii Zespoły Chóralne oraz Wyróżnienie Starosty Powiatu Wejherowskiego oraz Puchar Prezesa Oddziału Gdańskiego Polskiego Związku Chórów i Orkiestr.
- 2016 – XX Międzynarodowy Festiwal Pieśni Religijnej Cantate Deo w Rzeszowie – I miejsce w kategorii chórów kameralnych.
- 2016 – V OGÓLNOPOLSKI FESTIWAL CHÓRALNY „SACRA ECCLESIAE CANTIO" Tarnów – I miejsce w kategorii chórów mieszanych[1].
- 2017 - Złoty Dyplom oraz Nagroda specjalna za najlepsze wykonanie utworu prof. Józefa Świdra w III Międzynarodowym Konkursie Chóralnym im. prof. Józefa Świdra (Cieszyn)
- 2019 - Złoty Dyplom i tytuł zwycięzcy kategorii chórów kameralnych w 6th Vietnam International Choir Competition (Hoi An, Wietnam)

## Nagrania
- 1998 – Exultate Deo.
- 2002 – Kolędy polskie – utwory wykonywane wraz z Wacławem Golonką.
- 2010 – Magnificat Anima Mea Dominum.